# Stutz Blackhawk
Stutz Blackhawk ist die Verkaufsbezeichnung für eine Reihe zweitüriger Luxuscoupés im Retrodesign, die das in New York ansässige Unternehmen Stutz Motor Car of America von 1970 bis 1986  unter Verwendung US-amerikanischer Großserientechnik in Italien herstellen ließ. In 16 Jahren entstanden vier Blackhawk-Generationen, die sich technisch und äußerlich in Details voneinander unterscheiden. Die meisten Autos wurden in den USA und im Nahen Osten abgesetzt; einige Fahrzeuge kamen aber auch nach Europa.

## Entstehungsgeschichte

Unternehmenslogo Stutz Motor Car of America

Initiatoren des Stutz Blackhawk waren der New Yorker Bankier James O’Donnell und der Automobildesigner Virgil Exner. Exner war bis 1963 Designchef beim Chrysler-Konzern gewesen und hatte sich seit Mitte der 1950er-Jahre mit der Idee beschäftigt, Elemente des Vorkriegsdesigns auf zeitgenössische Karosserien zu übertragen. Beim 1961er Jahrgang der Chrysler-Marke Imperial hatte er einige dieser Ansätze verwirklicht, die allerdings die Kundschaft nicht überzeugten. Nach seiner Demission 1961 entwickelte Exner privat weitere Entwürfe gleicher Art, denen er die Namen mittlerweile eingestellter Luxusmarken zuordnete und die in der Automobilliteratur vielfach als Exner Revival Cars bezeichnet werden. Die meisten von ihnen kamen nicht über das Skizzenstadium hinaus. Am weitesten gedieh ein als Duesenberg Model D bezeichnetes Auto, von dem 1966 ein fahrbereiter Prototyp entstand.
1968 griff O’Donnell Exners Revival-Car-Konzept auf. Er gründete ein neues Unternehmen, das er Stutz nannte. Der Name wurde in Anlehnung an die Stutz Motor Car Company of America gewählt, die von 1913 bis 1939 in Indianapolis bestand und zu den „legendären amerikanischen Vollblutmarken der Vorkriegszeit“ gehört. Den Herstellungsprozess lagerte O’Donnell auf italienische Werkstätten aus. Das erste Modell des neuen Unternehmens war ein zweisitziges Coupé, das als Blackhawk bezeichnet und später zur Unterscheidung von späteren Modellen gleichen Namens mit dem Zusatz „I“ versehen wurde. Auf den Blackhawk I folgten drei weitere Baureihen, die sein Designkonzept fortschrieben. Ende 1986 lief die Fertigung der geschlossenen Zweitürer aus. Nachfolger wurde ein deutlich kürzeres zweisitziges Cabriolet mit der Bezeichnung Stutz Bearcat II mit Kunststoffkarosserie und Pontiac-Firebird-Technik.

## Gemeinsame Designmerkmale
Virgil Exners Designkonzept war darauf gerichtet, Merkmale des Automobildesigns der Zwischenkriegsjahre auf zeitgemäße Karosseriekörper zu übertragen.
Als vorkriegstypisch sah Exner beispielsweise eine hohe Kühlermaske, geschwungene Kotflügel, seitliche Auspuffrohre, frei stehende Scheinwerfer und Reserveräder an. Einige dieser Elemente konnte Exner für seine Stutz-Entwürfe nur stilisieren oder andeuten, weil sie bei den Fahrzeugen mit Pontonkarosserie, die in der Nachkriegszeit vorherrschten, nicht mehr voll ausgebildet werden konnten. Das gilt etwa für die Kotflügel und für die Trittbretter. Bei der Kühlermaske war es nicht möglich, die Proportionen der Vorkriegsformen zu treffen, weil die Motorhaube bei Nachkriegsautos regelmäßig über die Vorderachse hinausragt.
Exner setzte bei den Stutz-Modellen (wie schon 1966 beim Duesenberg Model D) das Vorkriegsdesign wie folgt um:
- Von vorn nach hinten abfallende Chromleisten an den Wagenflanken zeichnen die Form geschwungener Kotflügel nach,
- verchromte Ausbuchtungen im unteren Bereich der Türen imitieren Trittbretter,
- eine große Kühlermaske, auf die eine Ausbuchtung der Motorhaube nach vorn verengend zuläuft, ragt über die vordere Stoßstangenlinie hinaus; Exner wollte sie als Phallus-Symbol verstanden wissen,[7]
- frei stehende Frontscheinwerfer sind links und rechts des Kühlergrills vor eine Aussparung in der Frontmaske gesetzt,
- in den vorderen Kotflügeln treten nicht funktionsfähige Auspuffrohre aus, die Sidepipes imitieren sollen,
- ein frei sichtbares Reserverad ist in den Kofferraumdeckel eingelassen.

Diese Elemente finden sich in unterschiedlicher Ausprägung bei allen Blackhawk-Generationen und darüber hinaus auch bei den Cabriolets und Limousinen der Marke.

## Herstellung in Italien
O’Donnell ließ die Blackhawks bei italienischen Karosseriebaubetrieben herstellen. Gegenüber der Presse nannte er Prestigegründe für diese Entscheidung; tatsächlich spielten aber auch finanzielle Erwägungen eine Rolle. Der erste Prototyp des Blackhawk I entstand bei der Carrozzeria Ghia, die bereits fünf Jahre vorher den Duesenberg Model D aufgebaut hatte. Das Serienmodell des Blackhawk I baute Officine Padane, ein Omnibushersteller aus Modena, der auch Maserati-Karosserien herstellte. Ab 1972 entstanden alle Stutz bei der Carrozzeria Saturn im norditalienischen Cavallermaggiore, einem unter Beteiligung von O’Donnell gegründeten Unternehmen, das nahezu ausschließlich für Stutz arbeitete.

## Die einzelnen Baureihen

### Blackhawk I
Die erste Blackhawk-Generation wurde im April 1970 in New York öffentlich vorgestellt. Sie blieb bis zum Sommer 1971 im Programm. Die meisten Blackhawk I wurden bei Padane in Modena aufgebaut; die letzten zwei oder drei Fahrzeuge dieser Serie entstanden bei der Carrozzeria Saturn in Norditalien.
Technische Grundlage für den Blackhawk I war ein Pontiac Grand Prix der zweiten, ab 1969 hergestellten Generation (sog. G-Plattform von General Motors). Von ihm kommen der Kastenrahmen, das Fahrwerk, der 6555 cm³ (400 cui) große Achtzylinder-V-Motor mit einer Leistung von 350 SAE-PS (brutto) bzw. 223 PS netto (164 kW) sowie das automatische Getriebe.
Die Karosserie des Blackhawk I ist eigenständig gestaltet. Der Blackhawk I ist ein zweitüriges zweisitziges Stufenheckcoupé mit voll verkleideter B-Säule. Einzelnen Autos fehlen die Trittbrettimitationen an den Wagenflanken. Die Kühlermaske durchbricht die vorderen Stoßstangen. Ein besonderes Merkmal des Blackhawk I ist das Fehlen der Heckstoßstangen. Stattdessen ragt das auf dem Kofferraum montierte Reserverad ein Stück über den Heckabschluss der Karosserie hinaus.
Die Karosserie wurde komplett neu konstruiert. Sie verwendet nahezu kein Teil des serienmäßigen Pontiac-Aufbaus. O’Donnell ließ komplette, fahrbereite Pontiacs per Schiff nach Italien liefern. Die Serienkarosserien sowie die Innenausstattung wurden dort entfernt, entsorgt und durch neue Aufbauten im Exner-Design ersetzt, die in Handarbeit hergestellt wurden. Für den Aufbau eines Autos fielen 1500 Arbeitsstunden an.
Die Blackhawk I wurden zu einem Preis von 22.500 US-$ verkauft. Ungeachtet dessen waren sie für Stutz wegen des aufwendigen Produktionsverfahrens und des Materialverbrauchs ein Verlustgeschäft. Einer Quelle zufolge verlor das Unternehmen mit jedem einzelnen Auto etwa 10.000 US-$.
Eine viertürige Version des Blackhawk I wurde 1971 in einem oder zwei Exemplaren als Stutz Duplex gebaut.

### Blackhawk II
1972 erschien der Blackhawk II, der im Gegensatz zum zweisitzigen Vorgänger ein 2+2-sitziges Coupé ist. Mit ihm änderte Stutz die Produktionstechnik: Statt wie bisher die gesamte Karosserie des Spenderfahrzeugs zu beseitigen, übernahm Stutz für den Blackhawk II nun neben der Technik auch wesentliche Teile des serienmäßigen Aufbaus, der lediglich durch Anbauteile individualisiert wurde.
Spenderfahrzeug für den Blackhawk II war wie schon beim Vorgänger der Pontiac Grand Prix der zweiten Generation, der 1972 in sein letztes Produktionsjahr ging. Seine Fahrgastzelle, die Türausschnitte und die Verglasung des Pontiac fanden sich nun auch beim Stutz. Vom Serienmodell übernommen war unter anderem das hintere Seitenfenster zwischen der B-Säule und den Türen, das es nur beim Blackhawk II gibt. Das Design der Frontpartie mit hervortretender Kühlermaske und frei stehenden Scheinwerfern entspricht der des Blackhawk I. An den Flanken finden sich wiederum Sidepipes, imitierte Trittbretter und Chromleisten, die die Form geschwungener Kotflügel andeuten. Das Reserverad ist serienmäßig weiterhin auf dem Kofferraum platziert, aber es dient nicht mehr als Stoßstangenersatz. Der Blackhawk II hat stattdessen eine über die ganze Breite reichende Stoßstange mit darin eingelassenen breiten Rückleuchten. Eine Besonderheit des Blackhawk II ist der sogenannte Hump Trunk oder das Tonneau: ein Metallaufsatz auf dem Kofferraumdeckel, der die Linien des Wagens durchbrach und den Zweck hatte, das Kofferraumvolumen zu erhöhen. Dieses Element ersetzte das Reserverad. Es wurde nur selten bestellt; die Rede ist von fünf bis sechs Ausfertigungen, die 50 Jahre nach Produktionseinstellung sehr gesucht sind.
Als Antrieb wurde ein 7,5 Liter großer V8-Motor von Pontiac verwendet, der laut Werksangabe 431 SAE-PS leistete.
Einem Markenregister zufolge entstanden im Modelljahr 1972 mindestens 30 Stutz Blackhawk II.

### Blackhawk III bis VII
1973 erschien die dritte Blackhawk-Serie, die bis 1979 produziert wurde. Sie ist die am längsten gebaute und mit etwa 300 Fahrzeugen erfolgreichste Variante des Stutz-Themas. Während die Karosserien im gesamten Produktionszeitraum der dritten Serie unverändert blieben, entwickelte sich die Antriebstechnik im Laufe der Jahre analog zum Serienmodell. Um die Weiterentwicklungen zu dokumentieren, änderten sich die Zusatzbezeichnungen, sodass sich die dritte Serie formal aus den Modellen Blackhawk III (1973 und 1974), IV (1975 und 1976), V (1977), VI (1978) und VII (1979) zusammensetzt.
Die Blackhawk III bis VII sind wieder reine Zweisitzer; die hinteren Notsitze, die typisch für den Blackhawk II sind, entfielen. Technische Basis der dritten Blackhawk-Reihe ist der Pontiac Grand Prix der dritten Serie, den General Motors im Spätsommer 1972 eingeführt hatte. Das Design der dritten Blackhawk-Reihe nimmt auch Exners Vorkriegszitate auf. Es unterscheidet sich allerdings in einigen Details von der zweiten Blackhawk-Generation. Das kleine Seitenfenster zwischen B-Säule und Türen entfiel, die B-Säule ist nun breiter. Besonderes Charakteristikum der dritten Stutz-Serie ist das stark abfallende Heck, das in einer hoch angesetzten Stoßstange mündet. Die Rückleuchten sind (wie bei der ersten Serie) unterhalb der Stoßstange angebracht. Als Serientriebwerk wurde weiterhin der 7,5 Liter große Achtzylinder von Pontiac in serienmäßiger Konfiguration eingesetzt. Die Motorleistung wurde im Laufe der Jahre schrittweise reduziert. Nachdem Stutz sie zunächst noch mit 320 SAE-PS (netto) angegeben hatte, sank sie zum Modelljahr 1975 auf 200 SAE-PS.
Die Produktion der dritten Blackhawk-Generation endete 1979. Das Spenderfahrzeug von Pontiac wurde zu dieser Zeit bereits seit zwei Jahren nicht mehr hergestellt. Stutz hatte im letzten Produktionsjahr des Pontiac-Coupés eine zweistellige Zahl davon auf Vorrat gekauft, deren Umbau sich bis 1979 hinzog.
Die dritte Blackhawk-Reihe war die Grundlage für zwei Cabriolet-Versionen: 1975 baute ein Stutz-Händler in Kalifornien ein im Jahr zuvor hergestelltes Blackhawk Coupé in ein zweisitziges Cabriolet ohne Überrollbügel um. Das Auto erhielt die Bezeichnung Stutz d’Italia. Es blieb ein Einzelstück, das nacheinander zum Fuhrpark von Evel Knievel und Wayne Newton gehörte. 1979 brachte Stutz werksseitig eine Cabriolet-Version des Blackhawk heraus, die als Bearcat bezeichnet wurde. Sie hat einen fest montierten Überrollbügel, ein hinteres Stoffdach und ein Hardtop über den Sitzen. Der Bearcat wurde in kleiner Serie bei Saturn in Italien gebaut. Darüber hinaus erschien 1979 eine viertürige Limousine mit der Bezeichnung IV Porte. Sie ergänzte den Blackhawk, hat technisch aber wenig mit ihm zu tun. Der IV Porte trägt manche seiner Design-Elemente, basiert aber auf dem verkleinerten Oldsmobile 88 von 1977.

### Blackhawk VIII
Die vierte Serie des Blackhawk wurde von 1980 bis 1986 hergestellt. Diese als Blackhawk VIII bezeichnete Generation ist ein viersitziges Coupé. Sie ist kleiner als ihr direkter Vorgänger. Grund dafür ist die Umstellung auf ein kleineres Spenderfahrzeug. Als Basis dienten nun die zweitürigen Stufenheckcoupés der Oldsmobile-88-Baureihe, die auf der 1977 eingeführten verkleinerten GM-B Plattform entstanden. Als Oldsmobile die Produktion des hinterradgetriebenen 88 im Laufe des Jahres 1984 zugunsten eines nochmals kleineren Frontantiebsmodells einstellte, griff Stutz für die letzten beiden Baujahre des Blackhawk VIII auf die Coupé-Version des Pontiac Parisienne zurück, die mit dem hinterradgetriebenen Oldsmobile 88 weitgehend baugleich war.
Die Karosserie des Blackhawk VIII war ein Entwurf des italienischen Designers Paolo Martin, der sich nach einigen Jahren bei Pininfarina und Ghia 1972 in Turin selbständig gemacht hatte. Die Fahrgastzelle des Oldsmobile bzw. Pontiac ist strukturell unverändert, allerdings sind beim Stutz die hinteren Seitenfenster voll verkleidet, sodass der Eindruck einer sehr breiten B-Säule entsteht. Die Heckpartie ist höher als bei der dritten Blackhawk-Generation. Die Heckleuchten sind nun über der Stoßstange angeordnet, und die an den Wagenflanken verlaufende Chromleiste, die geschwungene Kotflügel imitieren soll, trifft anders als bei der dritten Generation nicht auf die Stoßstange, sondern verläuft bis zum oberen Ende des Heckabschlussblechs und wird dort am Heck umlaufend fortgesetzt. Dieses Gestaltungsschema entspricht dem der 1977 vorgestellten, ebenfalls von Paolo Martin entworfenen Limousine Stutz IV Porte. Ungeachtet dieser Änderungen haben die Blackhawk VIII auch weiterhin die auf Virgil Exner zurückgehenden Anbauteile wie freistehende Scheinwerfer, imitierte Sidepipes und Trittbretter.
Den Antrieb reduzierte Stutz ebenfalls. Anstelle der in der dritten Serie genutzten 7,5-Liter-Achtzylinder waren es serienmäßig nunmehr Motoren mit 5,0 oder 5,7 Liter Hubraum. Allerdings wurden auch hier weiterhin Sonderwünsche der Kunden verwirklicht. Einige Fahrzeuge der vierten Serie wurden mit einem 6,6-Liter-Motor ausgestattet und es gibt einen einzelnen Bericht über ein Fahrzeug mit einem 5,7-Liter-Dieselmotor von Oldsmobile.
Die Produktion des Coupés hielt sich lange auf konstantem Niveau. Der Schweizer Fachzeitschrift Automobil Revue zufolge baute die Carrozzeria Saturn zwischen 1980 und 1983 pro Jahr 50 Blackhawk-Coupés und von 1984 bis 1986 jährlich noch einmal 20 Autos.